# Schiffbrücke (Koblenz)
Eine Schiffbrücke überbrückte von 1819 bis zu ihrer Zerstörung im Zweiten Weltkrieg im Jahre 1945 den Rhein zwischen Koblenz und Ehrenbreitstein. In den Rheinanlagen sind die beiden Brückenhäuser und der linksrheinische Brückenkopf bis heute erhalten geblieben.

## Geschichte
Die erste preußische Schiffbrücke in Koblenz wurde im Juli 1792 unter der Leitung des Pontonier-Offiziers Johann Gottfried Linde in Höhe des kurfürstlichen Schlosses mit 63 Pontons und 42 Kähnen errichtet. Das etwa 42.000 Mann starke Armeekorps des Herzogs von Braunschweig überquerte mit ihrer Hilfe den Rhein und bezog anschließend sein Feldquartier zwischen Metternich und Rübenach.
Mit der Errichtung der preußischen Großfestung wurden erstmals in der Koblenzer Geschichte ständige Befestigungen auch auf der linken Rheinseite angelegt. Der verantwortliche Festungsbrigadier, Generalmajor Ernst Ludwig Aster, plädierte daher bereits 1817 für den Bau einer festen Verbindung der beiden Rheinufer, um im Verteidigungsfall Truppen vom Ehrenbreitstein und der Pfaffendorfer Höhe auf die andere Seite zur Karthause und dem Petersberg zu bringen. Aber auch bereits im Frieden war eine solche Brücke von großer Bedeutung, denn der geplante große Truppenübungsplatz auf der Karthause musste für alle Einheiten der Festung erreichbar sein. Die vorhandene Gierseilfähre – als Fliegende Brücke bezeichnet – war diesen Anforderungen nicht mehr gewachsen, daher genehmigte der preußische Kanzler Karl August von Hardenberg 1818 den Bau einer gebogenen Schiffbrücke. Unter der Leitung des Ingenieur-Offiziers August Wilhelm Linde wurde die Brücke durch die Gebrüder Hermann und Mathias Stinnes aus Ruhrort für etwa 36.000 Taler errichtet und am 18. April 1819 eröffnet. Um die Brücke vor Eisgang und Hochwasser zu schützen, wurde auf der rechten Rheinseite zusätzlich ein Sicherheitshafen angelegt.
Zunächst bestand die Schiffbrücke aus 38 hölzernen Kähnen, über die eine etwa 7,30 Meter breite und 346 Meter lange, bogenförmige Fahrbahn aus Holzbrettern führte. Zwölf bewegliche Joche ermöglichten die Öffnung für die Schiffsdurchfahrt. Ein Orkan beschädigte die Brücke am 18. Juli 1841 ganz erheblich. Infolge davon wurde sie in gerader Form mit 36 Kähnen neu errichtet, dabei kam während der Bauphase erneut eine Fliegende Brücke zum Einsatz.
1877 installierte die Koblenzer Maschinenbaufirma Schaubach & Grämer einen erstmals bei rheinischen Schiffbrücken verwendeten maschinellen Antrieb zum Auffahren von zwei Jochen. Die beweglichen Teile der Schiffbrücke waren mit Ketten verankert, zum Öffnen ließ man sie vormals von der Strömung wegtreiben, zum Schließen mussten sie an den Ketten mit handbetriebenen Haspeln wieder zurückgezogen werden, was je nach Wasserstand und Strömung lange dauerte und erhebliches Personal erforderte. Der neue Dampfantrieb ermöglichte bei Tag das schnelle Öffnen und Schließen durch eine in einem der Kähne aufgestellte Dampfmaschine, außerdem wurde Druckluft in Behältern gespeichert, die den Antrieb bei Nacht, wenn der Kessel der Maschine nicht befeuert wurde, ermöglichte. Nach 1900 wurde der Antrieb modernisiert und die hölzernen Kähne durch 37 eiserne ersetzt.
Das für die Überquerung zu zahlende Brückengeld wurde an zwei Brückenhäusern auf Koblenzer Seite erhoben. Das Militär war davon befreit. Von 1907 bis 1947 regelte die Wahrschaustation (Seemannssprache: wahrschauen = warnen, instruieren) in Pfaffendorf den Schiffsverkehr auf dem Rhein. Wenn die Schiffbrücke in Koblenz offen war, gab sie den Schiffen mit einer Fahne die Durchfahrt frei.
Gegen Ende des Zweiten Weltkriegs zerstörten im März 1945 die deutschen Truppen bei ihrem Rückzug alle Rheinbrücken, so auch die Schiffbrücke in Koblenz. Noch 1945 bauten amerikanische Pioniere eine neue Pontonbrücke an gleicher Stelle. Nach der Übergabe an die französische Militärverwaltung wurde bei einem Hochwasser versäumt, die Verankerung dem steigenden Wasser entsprechend zu lockern, und die Schiffbrücke versank im Rhein. Die französische Armee wiederholte den Bau, gab die Pontonbrücke aber 1947 auf. Mit Abschluss des Wiederaufbaus der Pfaffendorfer Brücke 1953 wurde die Schiffbrücke schließlich entbehrlich, zudem galt sie schon vor dem Krieg als Hindernis für den zunehmenden Schiffsverkehr, der seinerseits lange Wartezeiten beim Passieren der Brücke verursachte, da diese sehr häufig ausgefahren werden musste und durch den kurzen Abstand der anfahrenden Schiffe auch häufig lange geöffnet blieb.
Heute verkehrt an gleicher Stelle das Personenfährschiff Schängel. Auf der Koblenzer Seite zeugen noch die beiden Brückenhäuser und Überreste der Brückenverankerung in den Rheinanlagen von der Existenz der Schiffbrücke.

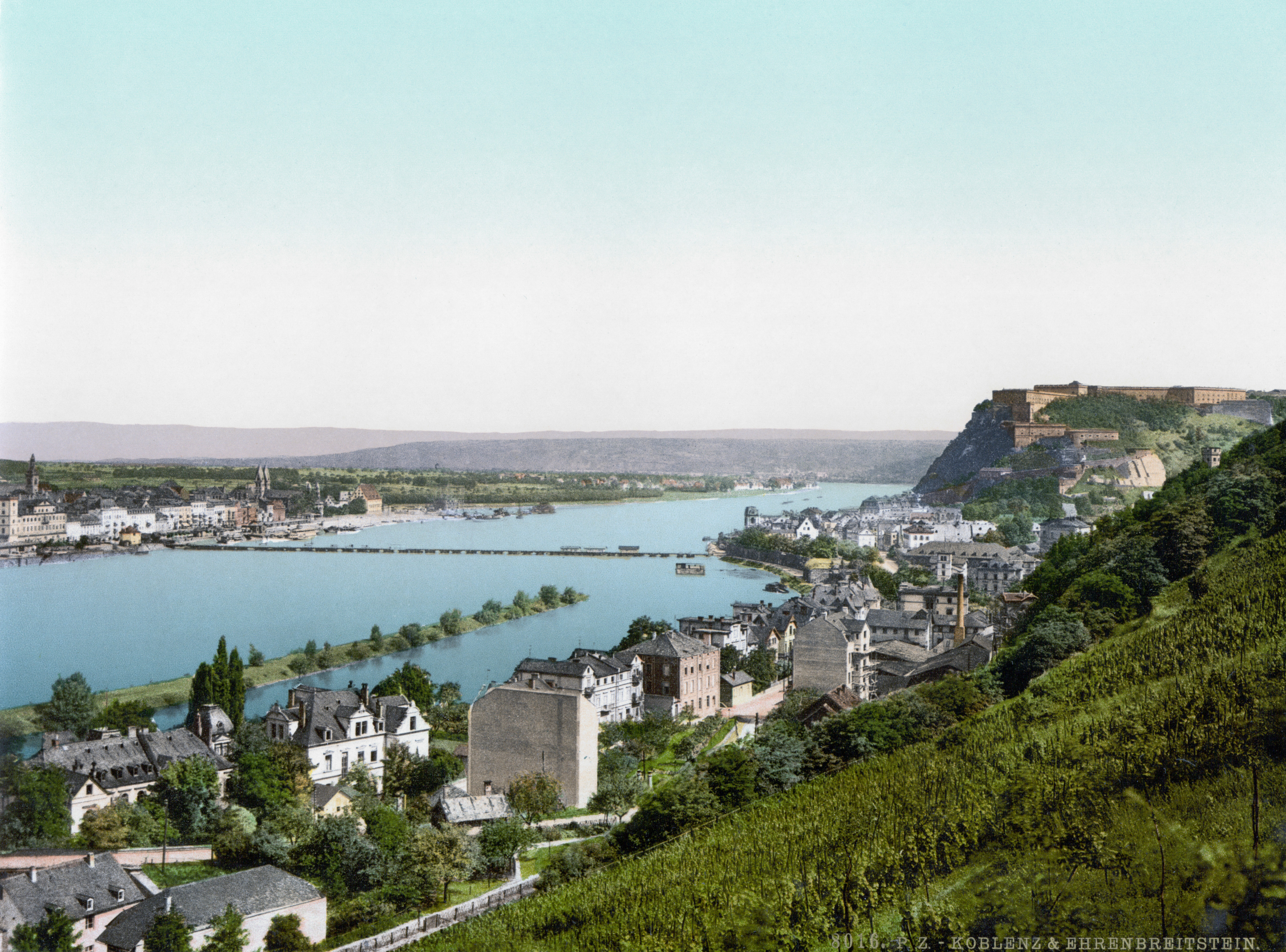
Der Rhein zwischen Koblenz und Ehrenbreitstein, dazwischen die Schiffbrücke, um 1900
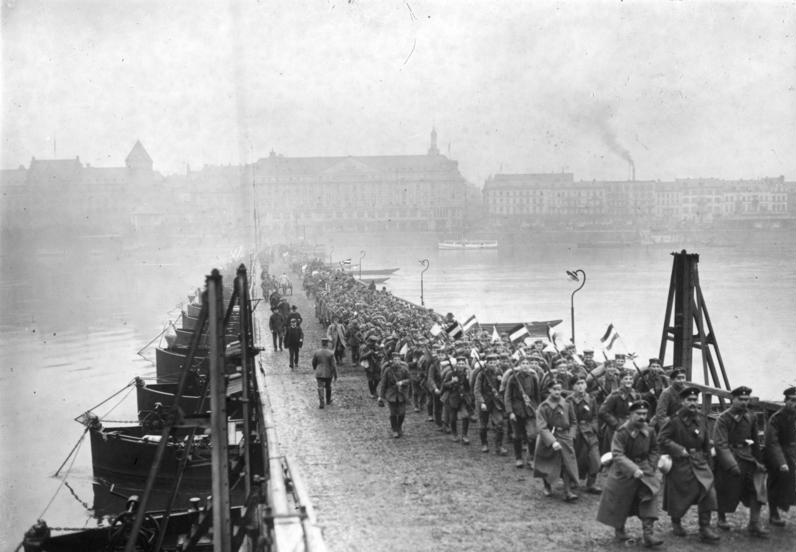
Rückkehr deutscher Fronttruppen nach dem Waffenstillstand auf der Schiffbrücke in Koblenz im November 1918
Passanten warten vor geschlossenen Schranken, während die Schiffbrücke für den Schiffsverkehr geöffnet ist, um 1932.
Um den Rhein für den Schiffsverkehr passierbar zu machen, sind Segmente der Schiffbrücke ausgefahren, um 1932.
Stromabwärts passierender Schleppverband; links eines der beiden ausgefahrenen Brückensegmente, um 1932.
Fahrzeug- und Personenverkehr, um 1932.
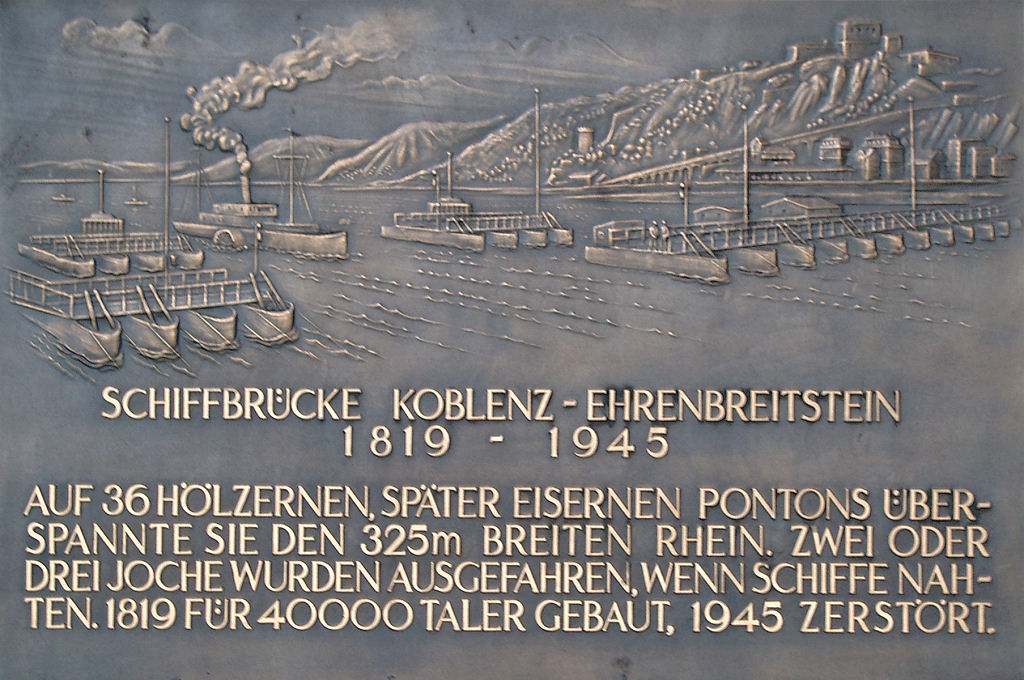
Eine Gedenktafel in den Rheinanlagen erinnert an die Schiffbrücke

## Brückenhäuser und Brückenkopf

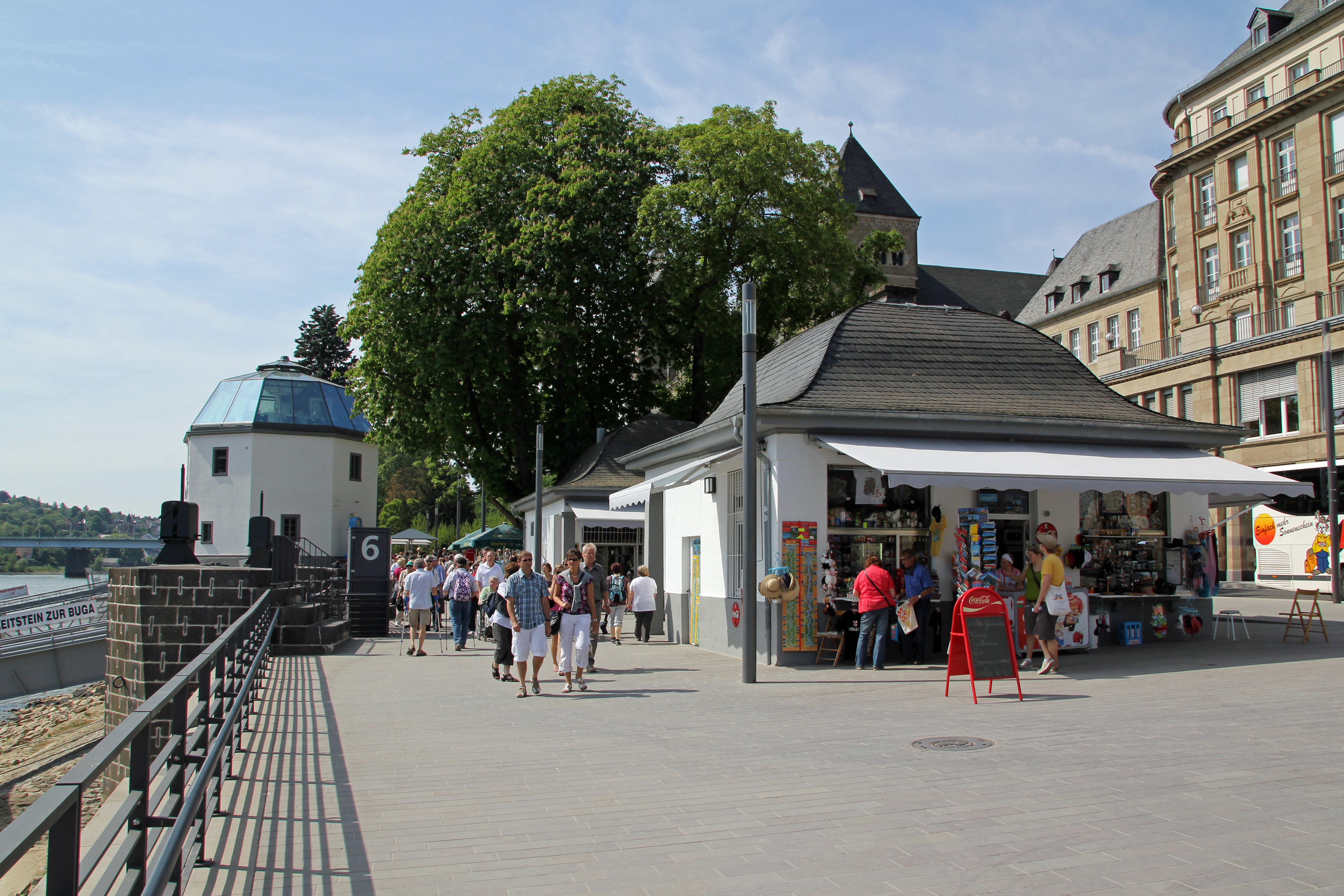
Überreste der Verankerung der Schiffbrücke (links) und die beiden Brückenhäuser (rechts) 2011

In den Koblenzer Rheinanlagen vor dem Koblenzer Hof stehen die beiden spiegelsymmetrisch aufgebauten Brückenhäuser mit auf Pfeilern ruhenden Vorhallen und ausschwingenden Dächern. Sie stammen aus der Zeit vor 1914 und wurden nach Plänen des Stadtbaurats Friedrich Neumann errichtet.
Ebenfalls erhalten ist der linksrheinische Brückenkopf am Rheinufer. Die untereinander verbundenen, pfeilerartigen Bauteile wurden aus Basaltlava erbaut.
Neben den Brückenhäusern erinnert eine Gedenkplatte an die Schiffbrücke. Hier steht zu lesen:
Schiffbrücke Koblenz–Ehrenbreitstein
1819–1945
Auf 36 hölzernen, später eisernen Pontons überspannte sie den 325 m breiten Rhein. Zwei oder drei Joche wurden ausgefahren, wenn Schiffe nahten. 1819 für 40.000 Taler gebaut, 1945 zerstört.

## Denkmalschutz
Die Brückenhäuser und der erhaltene linksrheinische Brückenkopf der ehemaligen Schiffbrücke sind geschützte Kulturdenkmale nach dem Denkmalschutzgesetz (DSchG) und in der Denkmalliste des Landes Rheinland-Pfalz eingetragen. Sie liegen in Koblenz-Altstadt am Konrad-Adenauer-Ufer.
Seit 2002 sind die Brückenhäuser und der erhaltene linksrheinische Brückenkopf der ehemaligen Schiffbrücke Teil des UNESCO-Welterbes Oberes Mittelrheintal.